# Kanekoa azumensis
Kanekoa azumensis är en skalbaggsart som först beskrevs av Masaki Matsushita och Koichi Tamanuki 1942.  Kanekoa azumensis ingår i släktet Kanekoa och familjen långhorningar. Inga underarter finns listade i Catalogue of Life.